# 瑞応寺 (足立区)
瑞応寺（ずいおうじ）は、東京都足立区にある真言宗豊山派の寺院。

## 歴史
1498年（明応7年）に開山された。伝説によれば、鎌倉時代に千葉氏出身の夕顔姫が当地に持仏堂を建てて、念仏三昧の余生を送ったという。その後千葉氏の庇護の下、寺院として整備されたのが当寺の起源である。それゆえ、寺紋も千葉氏に由来する月星紋である。
1945年（昭和20年）の空襲で、伽藍は炎上し、多くの寺宝も失った。現在の本堂は、1972年（昭和47年）に建てられたものである。

## 伝説
当寺にはいくつかの伝説がある。

### 夕顔観音伝説
鎌倉時代、千葉氏一族の中に「夕顔姫」と呼ばれる姫君がいた。夕顔姫は仏教を篤く信仰しており、当地に持仏堂を建てて、念仏三昧の生活を送るようになった。そして夕顔姫の人柄に惹かれて、近くの村人も信頼を寄せるようになった。ところがある日、夕顔姫は風邪をひき、その短い生涯を閉じた。村人は嘆き悲しみ、夕顔姫の遺徳を偲ぶため、夕顔姫に似せた観音菩薩像を造ることになった。この観音像が「夕顔観音」である。しかし1945年（昭和20年）の空襲で焼失してしまった。現在の夕顔観音は2003年（平成15年）に再造されたものである。

### 鐘ヶ淵伝説
戦国時代、千葉氏は急速に台頭してきた後北条氏の軍門に降ることになった。その際、当寺にあった梵鐘を戦利品として小田原城に持っていくことになった。鐘を載せた船が荒川（隅田川）を下る途中、嵐に巻き込まれ、鐘ごと船が沈みそうになった。そのため止む無く鐘を船から下ろして川に沈めることになった。その場所が「鐘ヶ淵」（現・墨田区北部）の地名の由来になったという。

## 交通アクセス
- 扇大橋駅より徒歩11分（経路案内）。